# NGC 6631
NGC 6631 is een open sterrenhoop in het sterrenbeeld Schild. Het hemelobject werd op 12 juli 1836 ontdekt door de Britse astronoom John Herschel.

## Synoniemen
- OCL 59